# Brandnetelpuntkogeltje
Het brandnetelpuntkogeltje (Mycosphaerella superflua) is een schimmel behorend tot de familie Mycosphaerellaceae. Het groeit op stengels van brandnetel (Urtica). Het komt voor op ruigtevegetaties en vuilnisbelten.

## Kenmerken
Het peridium samengesteld uit verschillende lagen donkerbruine vrij dikwandige hoekige tot epidermoïde cellen tot 12 µm diameter. De asci zijn dikwandig en meten 45-55 × 8.5-10 µm. De ascosporen zijn biseriaal gerangschikt (in de ascus), spoelvormig-ellipsvormig tot licht knotsvormig, met een enigszins vernauwd septum, dunwandig glad, zonder epispore en meten (15-) 16,5-19,5 × 4,8-5,5 µm.

## Verspreiding
In Nederland komt het brandnetelpuntkogeltje matig algemeen voor.